# NGC 7284
NGC 7284 (другие обозначения — PGC 68950, ESO 533-31, MCG -4-53-4, VV 74, Arp 93, AM 2225-250) — линзообразная галактика (SB0) в созвездии Водолей.
Этот объект входит в число перечисленных в оригинальной редакции «Нового общего каталога», а также включён в атлас пекулярных галактик.